# Raimund Hörmann
Raimund Hörmann, född den 27 maj 1957 i Ulm i Tyskland, är en västtysk roddare.
Han tog OS-guld i scullerfyra i samband med de olympiska roddtävlingarna 1984 i Los Angeles.